# Batilly-en-Gâtinais
Batilly-en-Gâtinais település Franciaországban, Loiret megyében. Lakosainak száma 447 fő (2022. január 1.). Batilly-en-Gâtinais Boynes, Barville-en-Gâtinais, Beaune-la-Rolande, Boiscommun, Courcelles-le-Roi, Nancray-sur-Rimarde és Saint-Michel községekkel határos.

## Népesség
A település népességének változása:
| Lakosok száma | 395  | 302  | 309  | 395  | 423  | 446  | 458  | 449  | 444  | 447  |
|               | 1968 | 1982 | 1990 | 2006 | 2013 | 2015 | 2017 | 2019 | 2020 | 2022 |